# آلپیکوله
آلپیکوله (به فنلاندی: Alppikylä) یک منطقهٔ مسکونی در فنلاند است که در هلسینکی واقع شده‌است.